# Coisevaux
Coisevaux település Franciaországban, Haute-Saône megyében. Lakosainak száma 306 fő (2022. január 1.). Coisevaux Luze, Trémoins, Champey, Couthenans, Héricourt és Verlans községekkel határos.

## Népesség
A település népességének változása:
| Lakosok száma | 343  | 341  | 342  | 327  | 322  | 317  | 312  | 311  | 306  |
|               | 2013 | 2015 | 2016 | 2017 | 2018 | 2019 | 2020 | 2021 | 2022 |